# Карл Алойс фон Фюрстенберг
Карл Алойс фон Фюрстенберг (на немски: Karl Aloys zu Fürstenberg; * 26 юни 1760, Прага; † 25 март 1799, Липтинген) е генерал, австрийски императорски фелдмаршал-лейтенант, който се бие в революционна Франция.

## Произход
Той е третият син на принц Карл Боромеус Егон I фон Фюрстенберг (1729 – 1787) от бохемската линия на Фюрстенбергите, и съпругата му графиня Мария Йозефа фон Щернберг (1735 – 1803), дъщеря на граф Франц Филип фон Щернберг (1708 – 1786) и Мария Елеонора Леополдина фон Щархемберг (1712 – 1800). Внук е на княз и ландграф Йозеф Вилхелм Ернст фон Фюрстенберг (1699 – 1762) и графиня Терезия Анна Мария Елеонора фон Валдшайн-Вартенберг (1707 – 1756). Брат е на княз Филип Нериус фон Фюрстенберг (1755 – 1790).
Карл Алойс фон Фюрстенберг е убит на 38 години на 25 март 1799 г. в битката при Липтинген.

## Фамилия
Карл Алойс фон Фюрстенберг се жени на 4 ноември 1790 г. в Прага за принцеса Мария Елизабет фон Турн и Таксис (* 30 ноември 1767, Регенсбург; † 21 юли 1822), дъщеря на княз Александер Фердинанд фон Турн и Таксис (1704 – 1773) и третата му съпруга принцеса Мария Хенриета фон Фюрстенберг-Щюлинген (1732 – 1772), дъщеря на княз Йозеф Вилхелм Ернст фон Фюрстенберг (1699 – 1762) и първата му съпруга графиня Мария Анна фон Валдшайн-Вартенберг (1707 – 1756). Те имат децата:
- Мария Леополдина фон Фюрстенберг (* 4 септември 1791; † 10 януари 1844), омъжена на 30 май 1813 г. в Хайлигенберг за княз Карл Албрехт III фон Хоенлое-Валденбург-Шилингсфюрст (* 28 февруари 1776; † 15 юни 1843)
- Карл Егон II фон Фюрстенберг (* 28 октомври 1796; † 22 октомври 1854), 5. княз на Фюрстенберг (наследява батовчед си на 17 май 1804), женен на 19 април 1818 г. в Карлсруе за принцеса Амалия Кристина Каролина фон Баден (* 26 януари 1795; † 14 септември 1869), 1804 – 1806 последният суверен княз на Фюрстенберг
- Мария Йозефа (*/† 9 септември 1792)
- Антония (* 28 октомври 1794; † 1 октомври 1799)
- Мария Анна (* 17 септември 1798; † 18 юли 1799

Вдовицата му Мария Елизабет фон Турн и Таксис има връзка от 1805 до 1822 г. с фрайхер Йозеф фон Лазберг (1770 – 1855).